# Mimacraea flavofasciata
Mimacraea flavofasciata är en fjärilsart som beskrevs av Schultze 1912. Mimacraea flavofasciata ingår i släktet Mimacraea och familjen juvelvingar. Inga underarter finns listade i Catalogue of Life.